# Agnieszka Ławrynowicz
Agnieszka Ławrynowicz – polska inżynier informatyk, doktor habilitowana nauk technicznych. Specjalizuje się w sztucznej inteligencji, bazach wiedzy, Semantic Web, ontologiach oraz inżynierii wiedzy. Adiunkt w Instytucie Informatyki Wydziału Informatyki Politechniki Poznańskiej.
Informatykę ukończyła na Wydziale Elektrycznym Politechniki Poznańskiej w roku 2000 (praca magisterska: Algorytmy uczenia się ze wzmocnieniem z reprezentacją opartą na klasyﬁkacji zakresowej). W Instytucie Informatyki macierzystej uczelni pracuje od 2003 roku. Stopień doktorski uzyskała w 2009 na podstawie pracy pt. Odkrywanie częstych wzorców w bazach wiedzy w logice deskrypcyjnej z regułami, którą przygotowała pod kierunkiem prof. Joanny Józefowskiej. Habilitowała się w 2018 na podstawie dorobku naukowego i rozprawy pt. Semantyczna eksploracja danych. Metodyka oparta o ontologie.
Artykuły publikowała w takich czasopismach jak m.in. „Journal of Web Semantics" oraz „International Journal on Semantic Web and Information Systems".